# Marcel Senn
Marcel Senn (* 26. März 1954 in Thun; † 13. Juni 2024) war ein Schweizer Rechtshistoriker und Rechtsphilosoph. Er war von 1995 bis 2019 Professor für Rechtsgeschichte, Juristische Zeitgeschichte und Rechtsphilosophie an der Universität Zürich.

## Leben
Marcel Senn wuchs in Luzern auf und studierte Rechtswissenschaft an der Universität Zürich, wo er 1982 bei Clausdieter Schott promoviert wurde. Für seine Dissertation «Rechtshistorisches Selbstverständnis im Wandel. Ein Beitrag zur Wissenschaftstheorie und Wissenschaftsgeschichte der Rechtsgeschichte» erhielt Senn 1983 den Professor Walther Hug Preis. Von 1982 bis 1995 war er in verschiedenen Funktionen in der Praxis tätig. Mit seiner Schrift «Spinoza und die deutsche Rechtswissenschaft. Eine historische Studie zum Rezeptionsdefizit des Spinozismus in der Rechtswissenschaft des deutschsprachigen Kulturraumes» habilitierte er sich 1991 an der Universität Zürich, wo er zunächst als Privatdozent unterrichtete und seit 1995 als ausserordentlicher und seit 1998 als ordentlicher Professor forschte und lehrte.
Forschungsschwerpunkte von Senn bildeten die Aufklärungsphilosophie, das Naturrecht im Rechtsdenken (Hobbes, Spinoza, Thomasius, Wolff, Kant, Hegel), der Naturalismus im Recht des 19. und 20. Jahrhunderts. Senn galt insbesondere als Forscher zu Spinozas Rechtsphilosophie. Ein weiterer Schwerpunkt von Senns Forschungsinteresse betrifft die Wissenschaftsgeschichte zur Rechtsgeschichte sowie Rechts- und Gesellschaftsphilosophie.
Von 2008 bis 2010 wirkte Senn als Dekan der Rechtswissenschaftlichen Fakultät der Universität Zürich. Zuvor amtete er als Prodekan Lehre. Als Präsident der Schweizerischen Vereinigung für Rechts- und Sozialphilosophie führte er in den Jahren 2005 bis 2009 Kongresse zu den Themen «Gehirnforschung und rechtliche Verantwortung», «Rechtswissenschaft als Kulturwissenschaft?», «Rechtswissenschaft und Hermeneutik» sowie «Recht und Globalisierung» durch.
Von 2006 bis 2020 war Senn Stiftungsrat der Rechtsquellenstiftung des Schweizerischen Juristenvereins, welche die Sammlung Schweizerischer Rechtsquellen auch online herausgibt.
Im Jahr 2016 wurde seine «Rechts- und Gesellschaftsphilosophie. Historische Fundamente der europäischen, nordamerikanischen, indischen sowie chinesischen Rechts- und Gesellschaftsphilosophie» (1. Auflage, 2012) in die chinesische Sprache übersetzt und seine «Rechtsgeschichte – ein kulturhistorischer Grundriss» (4. Auflage, 2007) in die russische Sprache. Mit Heiner Lück (Halle/Saale) führte er ab den 1990er Jahren gemeinsame Seminare durch. Von der letzten Zusammenarbeit zeugte der Band mit Beiträgen der Studierenden, betreut durch die Dozierenden: Recht und Rechtswissenschaft zur Zeit der Reformationen und der Renaissance, der 2021 erschien.
Senns Abschlussvorlesung in der Aula der Universität Zürich vom 27. Mai 2019 widmete sich dem Thema: Neoliberalismus und nordamerikanische Gerechtigkeitstheorien.
Am 25. Oktober 2019 fand zudem ein Symposium der Fachgruppe Grundlagen unter der Leitung von Ulrike Babusiaux zu Ehren des Emeritus statt mit dem Thema „Zur kritischen Funktion von Rechtsgeschichte und Rechtsphilosophie“. Der Band mit den Referaten ist unter demselben Titel 2020 erschienen. Er enthält insbesondere auch das vollständige Werkverzeichnis bis 2019.
Nach der Emeritierung gab Senn den Band: Philosophy of Law and Legal Theory. Historical and Contemporary Perspectives – Theme «Justice Based on Truth» heraus.
Marcel Senn starb am 13. Juni 2024 im Alter von siebzig Jahren.

## Schriften (Auswahl)
- Recht und Rechtswissenschaft zur Zeit der Reformationen und der Renaissance. Hrsg. v. Heiner Lück, Timo Fenner, Anne-Marie Heil, Rainer Rausch und Marcel Senn. Evangelische Verlagsanstalt, Leipzig 2021.
- Zur kritischen Funktion von Rechtsgeschichte und Rechtsphilosophie. Hrsg. v. Marcel Senn, Ulrike Babusiaux, Schulthess, Zürich 2020.
- Rechts- und Gesellschaftsphilosophie. Historische Fundamente der europäischen, nordamerikanischen, indischen sowie chinesischen Rechtsphilosophie. Eine Einführung mit Quellenmaterialien. Mit einem Gastbeitrag zum «Sinomarxismus» von Harro von Senger, Dike, Zürich/St. Gallen [2012]: Vollständig überarbeitete 2. Auflage, Nomos Verlag, Baden-Baden 2017.
- Rechtsphilosophisches und rechtshistorisches Selbstverständnis im Wandel. Zwanzig Beiträge zur Entstehung und Verbreitung des Wissenschaftsverständnisses von Recht, Dike, Zürich/St. Gallen 2016. Volltext.
- Rechtswissenschaft und Juristenausbildung. Fünf kritische Beiträge zu Grundlagenfragen der Wissenschaft des Rechts nach Einführung der Bologna-Reform, Dike, Zürich/St. Gallen 2013.
- Das mittelalterliche Zürich. Ein Stadtrundgang. Dike, Zürich/St. Gallen 2007.
- Recht – gestern und heute: Juristische Zeitgeschichte. Schulthess, Zürich 2002; später: Rechtsgeschichte II – Juristische Zeitgeschichte, ab 2. Auflage 2004 zusammen mit Lukas Gschwend, 3., neubearbeitete Auflage 2010.
- Rechtsgeschichte – ein kulturhistorischer Grundriss. Schulthess, Zürich [1997]; Zürich/Basel/Genf; 4. Aufl. 2007.
- Rassistische und antisemitische Elemente im Rechtsdenken von Johann Caspar Bluntschli. Zeitschrift der Savigny-Stiftung für Rechtsgeschichte. Germanistische Abteilung 110 (1993), 372–405. Online-Teilansicht
- Spinoza und die deutsche Rechtswissenschaft. Eine historische Studie zum Rezeptionsdefizit des Spinozismus in der Rechtswissenschaft des deutschsprachigen Kulturraumes (= Zürcher Studien zur Rechtsgeschichte. Bd. 22). Schulthess, Zürich 1991 (Habilitationsschrift, Universität Zürich).
- Rechtshistorisches Selbstverständnis im Wandel. Ein Beitrag zur Wissenschaftstheorie und Wissenschaftsgeschichte der Rechtsgeschichte (= Zürcher Studien zur Rechtsgeschichte. Bd. 7). Schulthess, Zürich 1982 (Dissertation, Universität Zürich).

Herausgeber
- Philosophy of Law and Legal Theory. Historical and Contemporary Perspectives – Theme «Justice Based on Truth», MDPI, Basel et al., 2023, ISBN 978-3-0365-7670-1, Volltext.